# Dolcinópolis (kommun)
Dolcinópolis är en kommun i Brasilien.   Den ligger i delstaten São Paulo, i den södra delen av landet, 600 km sydväst om huvudstaden Brasília. Antalet invånare är 2 096.
Följande samhällen finns i Dolcinópolis:
- Dolcinópolis

Omgivningarna runt Dolcinópolis är en mosaik av jordbruksmark och naturlig växtlighet. Runt Dolcinópolis är det glesbefolkat, med 13 invånare per kvadratkilometer.